# 1440
1440 (MCDXL) a fost un an bisect al calendarului iulian, care a început într-o zi de vineri și într-o zi de duminică în Calendarul gregorian.

## Evenimente
- 21 Februarie: Confederația Prusacă este formată.
- 9 Aprilie:Christopher de Bavaria  este ales rege al Danemarcii.

## Nașteri
- 22 Ianuarie: Ivan al III-lea al Rusiei

## Decese
- 9 Martie: Francisca Romana